# Wheaton, Minnesota
Wheaton är administrativ huvudort i Traverse County i Minnesota. Enligt 2010 års folkräkning hade Wheaton 1 424 invånare.